# Andrzej Klimczak-Dobrzaniecki
Andrzej Klimczak-Dobrzaniecki (ur. 19 maja 1946 w Prudniku, zm. 28 stycznia 2020) – polski malarz i wykładowca akademicki.

## Życiorys
Urodził się 19 maja 1946 r. w Prudniku, jego rodzice byli przesiedleńcami ze Stanisławowa. W latach 1965–1971 studiował malarstwo w Państwowej Wyższej Szkole Sztuk Plastycznych we Wrocławiu u Władysława Kamińskiego, a od 1967 r. w pracowni Eugeniusza Gepperta. Ponadto uczył się rysunku m.in. u Kamińskiego i Konrada Jarodzkiego, projektowania malarstwa dla architektury u Mieczysława Zdanowicza i grafiki u prof. Stanisława Dawskiego. Po uzyskaniu w 1971 r. dyplomu z wyróżnieniem związał się zawodowo z tą samą uczelnią jako asystent w pracowni malarstwa i rysunku u prof. Gepperta, a od 1973 r. u prof. Stanisława Rodzińskiego. W 1981 r. został kierownikiem pracowni, a w latach 1990–1993 pełnił funkcję rektora uczelni. W 1994 r. uzyskał tytuł profesora sztuk plastycznych. W latach 1997–2009 wykładowca malarstwa na Wydziale Artystycznym Uniwersytetu Zielonogórskiego i kierownik pracowni malarstwa i rysunku.
Oprócz pracy akademickiej był aktywny także jako malarz sztalugowy i ścienny, rysownik, plakacista oraz ilustrator. Uczestniczył w ok. 200 wystawach zbiorowych m.in. w Austrii, Chinach, Czechach, Danii, Francji, Grecji, Hiszpanii, Holandii, Jugosławii, Mołdawii, Niemczech, Polsce, Rumunii, Słowacji, Turcji, Ukrainie, Węgrzech i Włoszech, a także miał ok. 80 wystaw indywidualnych w Berlinie, Elblągu, Krakowie, Lipsku, Rzeszowie, Rzymie, Tokio, Warszawie i Wrocławiu. Tworzył cykle malarskie: Wielka wojna, Figury, Stoły (dom), Pejzaż, Kolekcje, Podróż, Epitafia, Prawdziwy obraz twierdzy kłodzkiej, Czeskie wiersze, W kratkę. Jego prace włączono do zbiorów prywatnych, a także muzealnych, zarówno w Polsce, jak i innych krajach.
Członek wrocławskiego oddziału Związku Polskich Artystów Plastyków od 1971 r., a w latach 1976–1980 członek zarządu tegoż okręgu. Ekspert Rady Głównej Szkolnictwa Wyższego (2000–2003), związany z Państwową Komisją Akredytacyjną jako ekspert (2000–2010), ponadto ekspert Centralnej Komisji ds. Stopni i Tytułów Naukowych (od 2004).
Andrzej Klimczak – Dobrzaniecki został pochowany 3 lutego 2020 r. na Cmentarzu Osobowickim we Wrocławiu w Alei Zasłużonych.

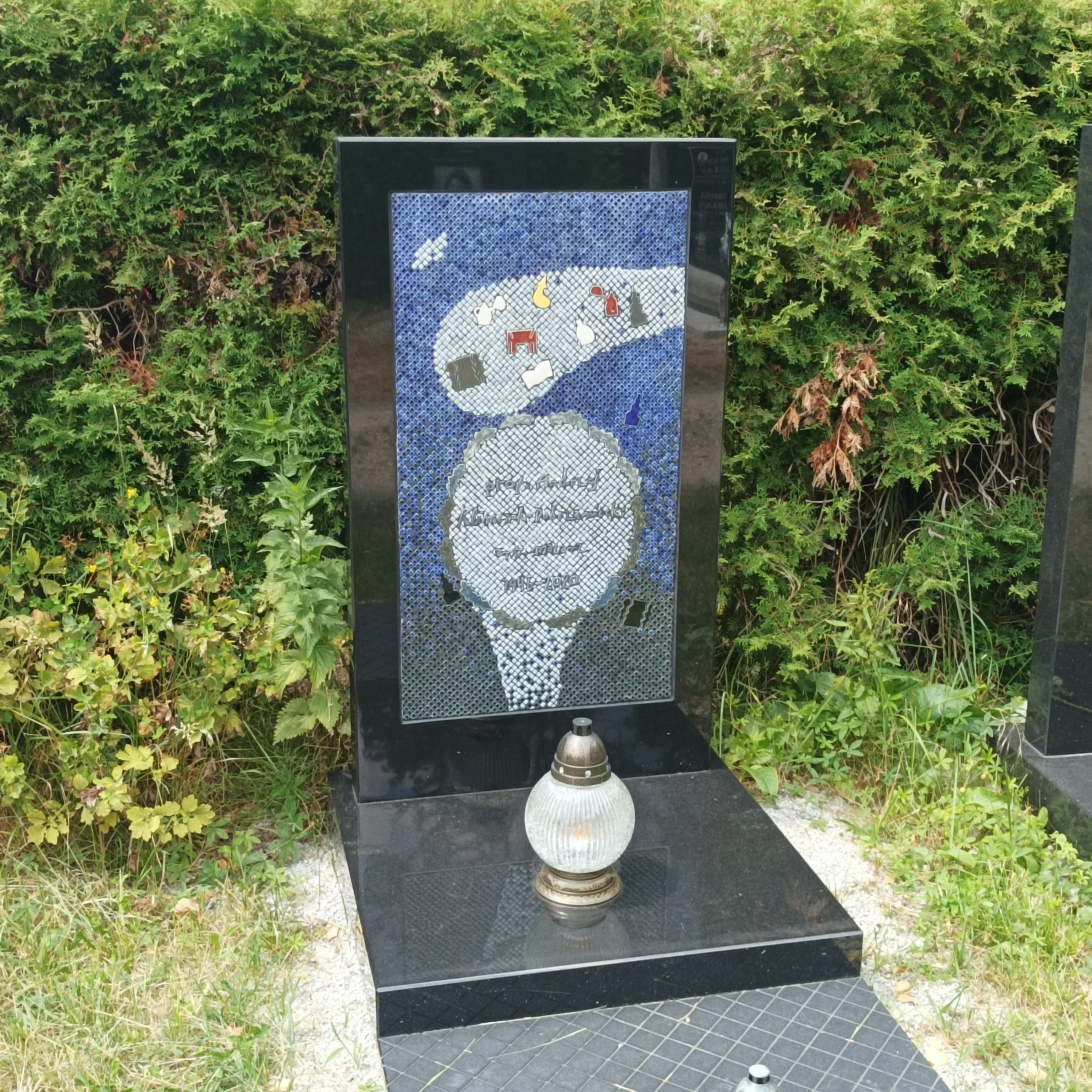
Grób Andrzeja Klimczaka-Dobrzanieckiego na Cmentarzu Osobowickim

## Odznaczenia i nagrody
- Indywidualna Nagroda Ministra Kultury i Sztuki (1988[2] i 1993)[3]
- Grand Prix Wojewody Włocławskiego V Ogólnopolskiej Wystawy Konteksty Kulturowe (1990)[6]
- I Złota Paleta na 27. Międzynarodowym Festiwalu Malarstwa w Cagnes-sur-Mer (1995)[3][6]
- Złoty Medal „Zasłużony Kulturze Gloria Artis” (2014)[3][6][7]
- Medal Niezłomni dolnośląskiej Solidarności (2011)[6]
- Indywidualne Nagrody Ministra Kultury i Sztuki (1988 i 1993)[6]
- Nagrody Rektora PWSSP/ASP we Wrocławiu (1976, 1979, 1984, 1987, 1990, 2001 i 2008)[6].